# The Nest Coffee Shop
The Nest Coffee Shop是香港一家社會企業咖啡店，位於中環花園道 4-8 號聖約翰座堂。

## 成立背景
慈善組織思拔中心為了協助有學習障礙的殘疾人士就業，聯同中環聖約翰座堂經過4年努力，在超過164年歷史的座堂旁，興建一所可隨時拆卸的積木屋，成立一間專為特殊需要人士提供在職培訓的社會企業咖啡店 The Nest Coffee Shop，於2013年11月開幕。
「The Nest」意思是解作雀巢，思拔中心希望受訓者能學會與人相處及工作技巧，並盡快離巢，展翅高飛。

## 聘用殘疾人士
思拔中心是專為有學習障礙的英語使用者提供培訓，提供臨時職位予受助人。該店現能提供6個培訓名額，會按員工的個別狀况作出培訓，例如學習較慢者會先擔任收銀工作，再學習使用具有一定危險的咖啡機，並由一名健全店長作出指導。該店現暫有4人受訓，計劃與其他慈善機構合作，將來聘用具學習障礙的中文使用者。

## 手語點餐
與聾人機構「龍耳」合作，推出手語點餐服務，顧客可在該咖啡店內，利用手語指示購買食物和飲品；由手語大使現場教導顧客用手語點單。冀能推動社會上不同能力和需要人士能夠包容、合作及互相了解。

## 外部連結
- The Nest Coffee Shop Facebook專頁（页面存档备份，存于）